# Iłłarion Woroncow-Daszkow
Iłłarion Iwanowicz Woroncow-Daszkow (ur. 15 maja?/27 maja 1837 w Petersburgu, zm. 15 stycznia 1916 w Ałupce) – rosyjski działacz państwowy i wojskowy, generał.

## Życiorys

### Młodość i wczesna działalność
Pochodził z rodu szlacheckiego, jednego z najbogatszych w Rosji. Jego ojciec Iwan Woroncow-Daszkow był członkiem Rady Państwa, matka, Aleksandra Kiriłłowna, wywodziła się ze znakomitej rodziny Naryszkinów. W młodości spotykała się z Puszkinem, a wiersze poświęcili jej Michaił Lermontow i Nikołaj Niekrasow. Iłłarion Iwanowicz Woroncow-Daszkow odebrał edukację na poziomie podstawowym i średnim w domu, zaś w 1855 rozpoczął studia na Uniwersytecie Moskiewskim. Przerwał jednak naukę i ochotniczo zaciągnął się do wojska, by wziąć udział w wojnie krymskiej. Następnie jako kornet udał się na Kaukaz, gdzie brał udział w tłumieniu powstania Szamila. Za odwagę został odznaczony i awansowany do stopnia rotmistrza, a następnie został adiutantem cesarzewicza Aleksandra Aleksandrowicza.
W 1865 brał udział w wojnie w Turkiestanie, która zakończyła się wcieleniem do Rosji emiratu Buchary. Jako dowódca kolumny szturmowej osobiście zajął twierdze Ura-Tiube i Dżyzak. Po wojnie awansował na stopień generała-majora i został asystentem wojskowego gubernatora Turkiestanu, wykazał się zdolnościami administracyjnymi. Po roku pracy w Turkiestanie wrócił do Petersburga i został komendantem pułku huzarów lejbgwardii. Następnie został szefem sztabu korpusu gwardii. W wojnie rosyjsko-tureckiej w latach 1877–1878 dowodził oddziałem, który oficjalnie znajdował się pod osobistą komendą następcy tronu. Walczył w kilku starciach, jednak w czasie walk pod Plewną zachorował i wyjechał z Bułgarii na leczenie. Z powodu przedłużającej się choroby pozostawał do końca dekady w rodzinnym majątku.

### Minister dworu
Iłłarion Woroncow-Daszkow nie sprzyjał reformom cara Aleksandra II. Po jego śmierci w zamachu w 1881 i wstąpieniu na tron Aleksandra III Woroncow-Daszkow, jako osobisty przyjaciel nowego władcy, został szefem jego osobistej ochrony. Był jednym z inicjatorów powstania i pierwszym przywódcą Świętej Drużyny. W sierpniu 1882, po ostatecznym zdławieniu ruchu rewolucyjnego związanego z Narodną Wolą, objął stanowisko ministra dworu. Członkiem Świętej Drużyny był do jej rozwiązania w końcu tego samego roku. Należał do głównych architektów polityki narodowościowej Aleksandra III. W 1890 mianowany generałem kawalerii. Z ministerstwa odszedł po tragedii na Chodynce w 1896. Pozostał członkiem Rady Państwa, jednak de facto wycofał się z aktywnej działalności publicznej. Był jednym z zamożnych właścicieli ziemskich w Rosji (posiadał, wspólnie z żoną, 485 tys. dziesięcin), jak również właścicielem kilku fabryk.

### Namiestnik Kaukazu
W lutym 1905 został wyznaczony na namiestnika Kaukazu. Stało się to w okresie szczególnego nasilenia ruchów rewolucyjnych, strajków i protestów chłopskich, jakie ogarnęły cały region. W celu powstrzymania rozwijających się protestów wydał deklarację o reformach planowanych przez rząd. Jego zapowiedzi spotkały się jednak z niechęcią ze strony gruzińskich działaczy niepodległościowych. Równocześnie zdecydowanie zwalczał ruchy antycarskie. W ramach programu reform zlikwidował ostatnie ślady poddaństwa chłopów, zdjął sekwestr z majątku Apostolskiego Kościoła Ormiańskiego, zwalczał korupcję wśród urzędników, rozpoczął program budowy linii kolejowych na Kaukazie. W znaczącym stopniu przyczynił się do gospodarczego rozwoju Kaukazu. W polityce narodowościowej faworyzował Ormian kosztem Azerów (muzułmanów).
W listopadzie 1914, w związku z włączeniem się Turcji do I wojny światowej po stronie Państw Centralnych, gen. Iłłarion Woroncow-Daszkow stanął na czele nowo utworzonego frontu kaukaskiego. We wrześniu roku następnego z powodu podeszłego wieku odszedł z urzędu. Nie oznaczało to odejścia przez administrację rosyjską od polityki ograniczania praw muzułmanów. Zmarł rok później.

## Życie prywatne
Żonaty z Jelizawietą zd. Szuwałową (1867).